# Montvernier
Montvernier é uma comuna francesa na região administrativa de Auvérnia-Ródano-Alpes, no departamento de Saboia. Estende-se por uma área de 6,68 km². Em 2010 a comuna tinha 240 habitantes (densidade: 35,9 hab./km²).